# Porta Cavalleggeri

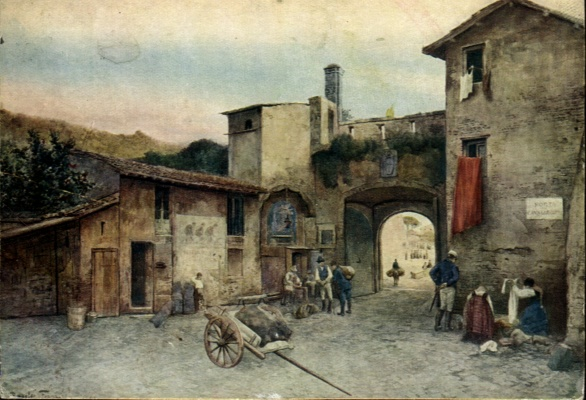
Porta Cavalleggeri (vista dall'interno) in un dipinto di E. Roesler Franz

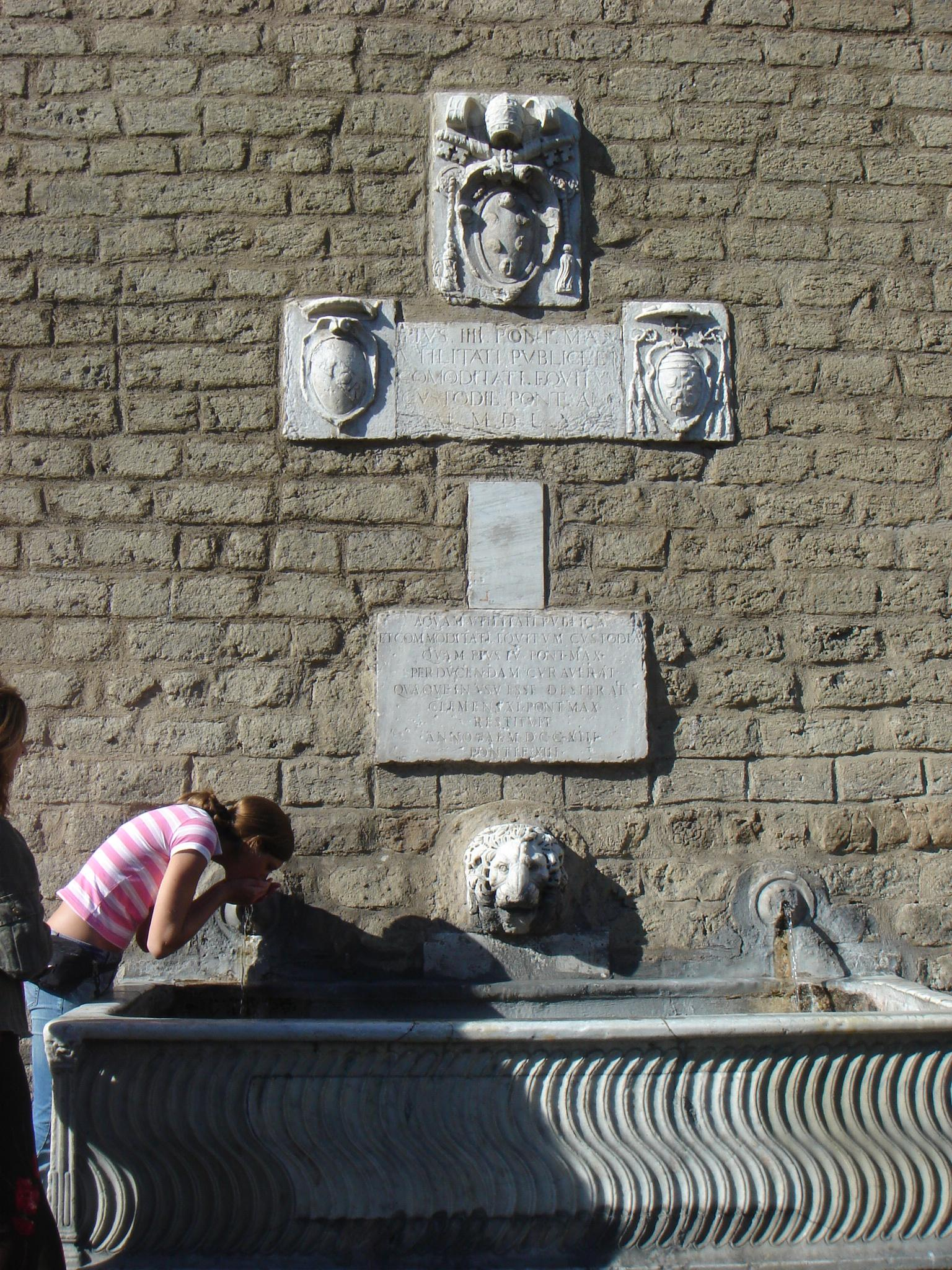
La fontana (ricavata da un sarcofago di epoca romana) a lato di Porta Cavalleggeri

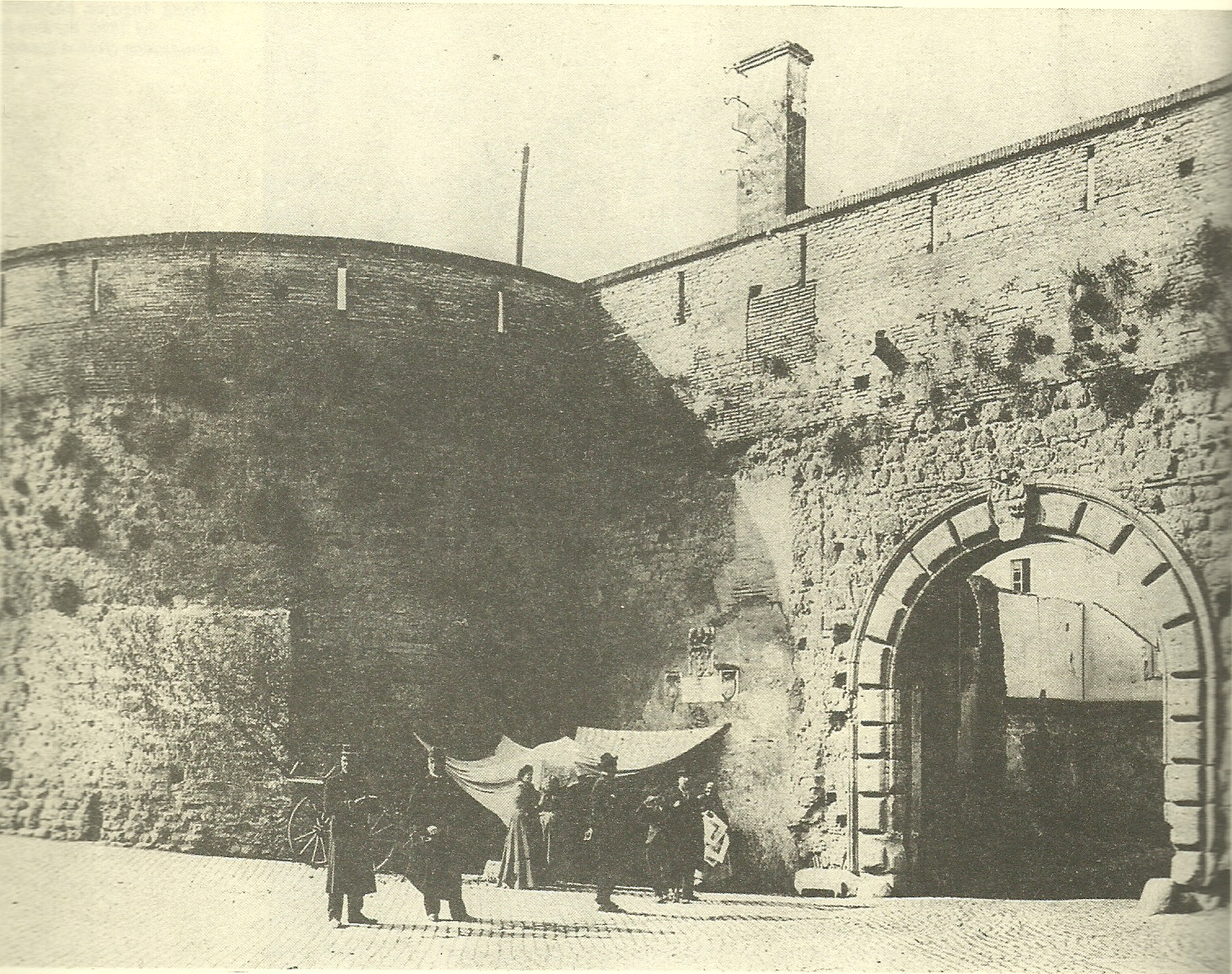
Porta cavalleggeri nella sua posizione originaria

Porta Cavalleggeri era una porta cittadina nelle Mura leonine di Roma.

## Storia
Attualmente i suoi resti, murati, sono visibili nel tratto di mura sul piazzale che ha preso il suo nome, ma si tratta di una ricostruzione in quanto la sede originaria della porta si trovava fino al 1904 spostata di qualche metro, sull'altro lato della piazza del Sant'Uffizio.
Il nome originario era “Porta ad scholam Longobardorum”, per la vicinanza con una colonia longobarda che in quei pressi si era stabilita. Ebbe poi il nome di “Porta Turrionis”, perché era posizionata a lato del torrione (di edificazione incerta, ma sicuramente restaurato da Antonio da Sangallo il Giovane, all'epoca di papa Paolo III) tuttora visibile all'imboccatura dell'attuale galleria Principe Amedeo. Quando da papa Pio IV fu costruita, nelle immediate vicinanze, la caserma della guardia dei Cavalleggeri, la porta prese il nome che conserva tuttora.
L'epoca di edificazione, come anche per la porta Pertusa, è alquanto controversa. Il Nibby la ritiene aperta al tempo del rientro dei papi dalla cattività avignonese, quindi verso la fine del XIV secolo, quando i pontefici, di ritorno a Roma da Avignone con un consistente seguito, fissarono definitivamente la loro dimora in Vaticano (abbandonando la precedente residenza del Laterano) e le tre aperture delle mura leonine si rivelarono insufficienti a soddisfare le esigenze del conseguente incremento demografico ed edilizio. Di contro, Stefano Piale, sulla base di un testo del 1590 e di alcune citazioni di poco precedenti, asserisce che fu costruita da papa Niccolò V, facendola quindi risalire alla metà del XV secolo. Altre citazioni la pongono addirittura contemporanea all'edificazione della cerchia muraria di papa Leone IV, intorno all'850, ma sembrano essere scarsamente attendibili in quanto in assoluta controtendenza con la maggior parte dei testi, alcuni dei quali assolutamente accreditati. Si aggiunga che i riferimenti alla “Porta Turrionis” appaiono solo in memorie e cronache successive alla fine del XIV secolo.
Sulla sommità dell'arco sono conservati due stemmi della famiglia Borgia, fatti apporre quindi da papa Alessandro VI a memoria dei lavori di restauro effettuati sulla porta e su quel tratto di mura intorno all'anno 1500. L'aspetto della porta e del restauro è quello che ancora oggi è possibile vedere.
Qui ebbe luogo Il 30 aprile 1849 il primo attacco alla Repubblica Romana della brigata del generale Pierre Alexandre Jean Mollière del contingente francese del generale Nicolas Charles Victor Oudinot. A difesa di Porta Cavalleggeri era schierata la 2a brigata dell'8º battaglione al comando del generale Luigi Masi era composta da 1000 uomini della Guardia Nazionale e 1700 uomini delle truppe papali di cui faceva parte l'attore Tommaso Salvini. I francesi in quella occasione furono respinti.